# San Trovaso (przystanek kolejowy)
San Trovaso (włoski: Stazione di San Trovaso) – przystanek kolejowy w San Trovaso, w prowincji Treviso, w regionie Wenecja Euganejska, we Włoszech. Znajduje się na linii Wenecja – Udine.
Według klasyfikacji RFI posiada kategorię srebrną.

## Historia
Przystanek został formalnie włączony do RFI 9 grudnia 2007. W październiku 2008 roku zaczął być używany przez niektóre pociągi regionalne relacji Venezia Santa Lucia - Udine. Ograniczona liczba była uzasadniona w celu uniknięcia nadmiernego czas podróży między Wenecją i Treviso Central w godzinach szczytu. Wraz z wprowadzeniem nowego rozkładu jazdy w zimie 2011, a na wniosek komisji dojeżdżających, region Veneto zwiększył liczbę pociągów, które zatrzymują się na przystanku.

## Infrastruktura
Przystanek wyposażony jest w dwa tory i tunel, który je łączy.
Aby zapewnić użytkownikom dostęp do pociągów są dwa perony, oba krawędziowe i o długości 220 m.

## Linie kolejowe
- Wenecja – Udine